# 일본 제국 육군 항공대
일본 제국 육군 항공대(일본어: 大日本帝國陸軍航空部隊)는 일본 제국 육군의 군사항공부대다. 일본 제국 육군이 독일 제국 육군을 모델로 삼은 것처럼, 일본 제국 육군 항공대는 독일 제국 항공대를 모델로 삼았다. 일본 제국 육군 항공대의 주요 임무는 지상 부대를 위한 근접항공지원과 제한적인 공중차단 작전이었다. 일본 제국 육군 항공대는 다른 일본 제국 육군 부대를 위해 항공정찰을 하기도 했고, 비록 중폭격기가 부족하여 주요 임무는 아니었지만 상하이, 난징, 광저우, 충칭, 랑군, 만달레이 등 전략폭격작전을 수행하기도 했다.
일본 제국 해군 항공대가 장거리 폭격기와 공격기를 배정받았고, 전략적 방어 임무를 맡았다. 태평양 전쟁 말기가 되어서야 두 항공대는 일본 열도의 방공을 하나로 통합하기 위해 시도했다.

## 역사

### 기원
일본군은 19세기 중반 유럽 군대가 사용한 것으로 알려진 포획 풍선의 사용에 관심을 갖게 되었다. 1874년 일본인들이 처음으로 등정한 것은 사관학교에서였다. 일본은 1877년에 획득한 프랑스 풍선을 바탕으로 그들만의 풍선을 만들기 시작했다. 산업가인 야마다 이사부로는 1897년 수소 풍선을 개발하기 시작했다. 1900년에 그는 원통형 연풍선을 발명했고 그것들을 일본 제국 군대에 팔았다. 러일 전쟁 당시 포병의 위치를 파악하기 위해 처음 사용되었다.

## 같이 보기
- 육군항공총감부
- 육군항공사관학교
- 일본 본토 공습

## 참고

### 인용
1. ↑  Hata, Izawa & Shores 2012, 1쪽.
2. ↑  Rising Sun, David Méchin, Cross & Cockade International, Volume 48 #2, 2017
3. ↑  “Isaburo Yamada Inducted 2016” (PDF). 《fai.org》 (영어) (FÉDÉRATION AÉRONAUTIQUE INTERNATIONA). 2022년 4월 4일에 확인함.

### 자료
- Hata, Ikuhiko; Izawa, Yashuho; Shores, Christopher (2012). 《Japanese Army Fighter Aces: 1931-45》. Stackpole Military History Series. London: Stackpole Books. ISBN 978-1-461-75118-2.